# Internationale Friedensfahrt 1995
Die 48. Internationale Friedensfahrt (Course de la paix) war ein Straßenradrennen, das vom 5. bis 14. Mai 1995 ausgetragen wurde.
Die 48. Auflage der Internationalen Friedensfahrt bestand aus 10 Einzeletappen und führte auf einer Gesamtlänge von 1404 km von České Budějovice über Oberwiesenthal nach Brno. Mannschaftssieger war Polen. Sieger der Bergwertung war Dariusz Baranowski aus Polen.
Insgesamt waren 102 Fahrer aus 17 Nationen am Start.
Teilnehmende Nationen waren:
| Polen Schweiz Bulgarien Tschechien Moldau | Niederlande Slowakei Belarus Russland | Frankreich Deutschland Litauen Schweden | Griechenland Australien Ukraine Estland |

## Details
| Ergebnis | Ergebnis           | Ergebnis      | Ergebnis   | Ergebnis |
| -------- | ------------------ | ------------- | ---------- | -------- |
| Erster   | Pavel Padrnos      | ø 37,7 km/std | Tschechien |          |
| Zweiter  | Dariusz Baranowski |               | Polen      |          |
| Dritter  | Tomasz Brożyna     |               | Polen      |          |

| Etappe     | Start – Ziel                                                                        | Etappensieger                                                   | Etappen- länge             | Fahrzeit |
| ---------- | ----------------------------------------------------------------------------------- | --------------------------------------------------------------- | -------------------------- | -------- |
| Eröffnung  | 000České Budějovice a. Mannschaftszeitfahren b. Punktefahren c. Ausscheidungsfahren | ttt Tschechien Damien Nazon Frankreich Lutz Lehmann Deutschland | 001,6 km 016,0 km 016,0 km |          |
| 01. Etappe | České Budějovice – Příbram                                                          | Lutz Lehmann Deutschland                                        | 166 km                     | 4:31:57  |
| 02. Etappe | Příbram – Karlovy Vary                                                              | Lutz Lehmann Deutschland                                        | 165 km                     | 4:36:16  |
| 03. Etappe | Karlovy Vary – Oberwiesenthal                                                       | Pavel Padrnos Tschechien                                        | 163 km                     | 4:42:56  |
| 04. Etappe | Oberwiesenthal – Ústí nad Labem                                                     | Martin Rittsel Schweden                                         | 149 km                     | 3:45:33  |
| 05. Etappe | Ústí nad Labem – Zlaté návrší                                                       | Pavel Padrnos Tschechien                                        | 189 km                     | 5:16:53  |
| 06. Etappe | Uničov – Ostrava                                                                    | Damien Nazon Frankreich                                         | 135 km                     | 3:14:52  |
| 07. Etappe | Bohumín – Lysá hora                                                                 | Stephan Gottschling Deutschland                                 | 136 km                     | 3:57:14  |
| 08. Etappe | Einzelzeitfahren in Frýdlant                                                        | Pavel Padrnos Tschechien                                        | 023 km                     | 2:30:40  |
| 09. Etappe | Frýdlant – Prostějov                                                                | Damien Nazon Frankreich                                         | 126 km                     | 3:08:59  |
| 10. Etappe | Prostějov – Brno                                                                    | Damien Nazon Frankreich                                         | 119 km                     | 3:30:25  |